# Уффенхайм
Уффенхайм (нем. Uffenheim) — город и городская община в Германии, в земле Бавария.
Подчинён административному округу Средняя Франкония. Входит в состав района Нойштадт-ан-дер-Айш-Бад-Виндсхайм. Подчиняется управлению Уффенхайм. Население составляет 6135 человек (на 31 декабря 2010 года). Занимает площадь 59,47 км². Официальный код — 09 5 75 168.
Город подразделяется на 13 административных единиц.

## Население
По оценке на 31 декабря 2015 года население общины Уффенхайм составляет 6320 чел. 

| Дата      | 1840 | 1871 | 1900 | 1925 | 1939 | 1950 | 1961 | 1970 | 1987 | 2011 |
| --------- | ---- | ---- | ---- | ---- | ---- | ---- | ---- | ---- | ---- | ---- |
| Население | 3825 | 4098 | 4199 | 4246 | 4541 | 6814 | 5897 | 5695 | 5694 | 6220 |

| Год       | 1960 | 1970 | 1980 | 1990 | 2000 | 2009 | 2010 | 2011 | 2012 | 2013 | 2014 | 2015 |
| --------- | ---- | ---- | ---- | ---- | ---- | ---- | ---- | ---- | ---- | ---- | ---- | ---- |
| Население | 5840 | 5697 | 5658 | 5883 | 6262 | 6184 | 6135 | 6206 | 6217 | 6195 | 6236 | 6320 |

## Города-побратимы
- Эглетон (Франция)